# After Class
After Class là nhóm nhạc nữ Hong Kong thành lập năm 2021, trực thuộc thương hiệu âm nhạc "Âm nhạc Ái Bạo" của công ty đĩa hát TVB Music Group, công ty quản lý là TVB. 4 thành viên gồm có Viêm Minh Hy (Gigi), Diêu Trác Phi (Chantel),  Chiêm Thiên Văn (Windy) và Chung Nhu Mỹ (Yumi), đều là thí sinh của chương trình tìm kiếm tài năng "Thanh mộng truyền kỳ" của TVB. Ngày 27/11/2021, ra mắt với bài hát "Hãy vì hồi ức hôm nay" (要為今日回憶).

## Tên gọi của nhóm
Theo thành viên Diêu Trác Phi nói rằng, tên nhóm "After Class" được quản lý chọn vì quản lý thường phải đợi các thành viên tan lớp và các thành viên thường chỉ có thể gặp nhau sau giờ học nên mới có tên như vậy.

## Sự nghiệp

### Năm 2020 - 2021: Trước khi ra mắt
Năm 2020, TVB tuyên bố tổ chức chương trình tìm kiếm tài năng ca hát "Thanh mộng truyền kỳ", 15 thí sinh lọt vào vòng trong được chọn ra từ khoảng 1.500 người tham gia sơ tuyển, trong số đó có 4 người Viêm Minh Hy, Chung Nhu Mỹ, Chiêm Thiên Văn, Diêu Trác Phi, cũng là 4 thí sinh nhỏ tuổi nhất cuộc thi . Ngày 10/11/2021, bốn người làm khách mời trao giải "Bài hát truyền hình được yêu thích nhất" tại Lễ trao giải TVB 2020, lần đầu tiên xuất hiện trước công chúng cùng nhau .
Tháng 7/2021, sau khi kết thúc cuộc thi "Thanh mộng truyền kỳ" mùa 1, bốn người đã nhiều lần được gọi là "Tứ tiểu hoa Thanh Mộng" , cũng từng cùng nhau biểu diễn nhảy bài "How You Like That" của nhóm nhạc BLACKPINK và bài "Chotto đẳng đẳng" của Trịnh Tú Văn.

### Năm 2021: Lập nhóm
Ngày 25/11/2021, bốn người lần lượt đăng tải bài viết lên mạng xã hội Instagram, đều có đề cập đến từ "After Class" (nghĩa là "sau giờ học") . Ngày hôm sau (ngày 26), kênh Youtube của Âm nhạc Ái Bạo tung video thông báo cho bài hát ra mắt nhóm, tiết lộ tên nhóm là "After Class" và tên bài hát ra mắt là "Hãy vì hồi ức hôm nay" (要為今日回憶). Ngày 27, MV chính thức phát hành, đồng thời nhóm cũng ra mắt . Ngày 28, After Class lần đầy xuất hiện trước công chúa với tư cách nhóm trong chương trình từ thiện "Sao sáng rực rỡ rọi Bảo Lương" tại sân vận động Hong Kong Hồng Khám, biểu diễn bài "Hãy vì hồi ức hôm nay" (要為今日回憶) .
Ngày 5/12/2021, phát sóng bộ phim thanh xuân vườn trường "Thanh xuân bản ngã" do các học viên "Thanh mộng truyền kỳ" và "Thịnh·Vũ giả" tham gia diễn xuất, toàn bộ thành viên After Class đều có tham gia, diễn xuất của cả bốn người đều thu hút được nhiều sự chú ý . Sau đó, 2 bài hát ra mắt cá nhân trước đó của hai thành viên Viêm Minh Hy và Diêu Trác Phi trước khi lập nhóm là "Thanh cao của sự thật (真話的清高) và "Hóa ra yêu đương là thế này" (原來談戀愛是這麼一回事), lần lượt đạt giải Bạc và Đồng "Nữ ca sĩ sinh lực quân nhạc đàn Quát Tháo" tại Lễ trao giải nhạc pop nhạc đàn Quát Tháo 2021 và giải "Người mới kình bạo" tại Lễ trao giải Tân Thành 2021 .

### Năm 2022: Những ngày đầu ra mắt
Tháng 1/2022, bài hát "Hãy vì hồi ức hôm nay" (要為今日回憶) đạt quán quân trên bảng vàng kình ca của "Kình ca kim khúc", trở thành bài hát quán quân nhóm đầu tiên của After Class.
Ngày 1/2/2022, After Class cùng hơn 60 nghệ sĩ hát bài hát "Cùng hướng đến tương lai" (一起向未来) nhạc chủ đề Thế vận hội Mùa đông 2022, được TVB và CCTV công chiếu cùng ngày. Ngày 4 cùng tháng, Chung Nhu Mỹ phát hành bài hát cá nhân phát đài đầu tiên "Breakin' My Heart", Chung Nhu Mỹ là thành viên thứ ba trong nhóm phát hành bài hát cá nhân.
Tháng 5/2022, Chiêm Thiên Văn phát hành bài hát "Lại nói em bằng lòng" (再說我願意) nhạc phim Người lạ mặt song sinh, sau đó bài hát cá nhân phái đài trên các phương tiện truyền thông điện tử lớn, chính thức ra mắt cá nhân, điều đó cũng có nghĩa là tất cả các thành viên của After Class đều đã ra mắt cá nhân.
Ngày 16/11/2022, kênh Youtube của Âm nhạc Ái Bạo phát hành teaser cho bài hát mới "Not Givin' Up" của After Class. Bài hát được phái đài vào ngày hôm sau. Sáng sớm ngày 4/12. After Class tại TVB City Tướng Quân Áo biểu diễn bài hát mới trong chương trình từ thiện "Hoan lạc mãn Đông Hoa".

## Thông tin thành viên
| Nghệ danh       | Nghệ danh   | Nghệ danh              | Ngày sinh         | Thứ hạng "Thanh mộng truyền kỳ" | Tên fandom             |
| Tiếng Việt      | Tiếng Trung | Tiếng Anh              | Ngày sinh         | Thứ hạng "Thanh mộng truyền kỳ" | Tên fandom             |
| --------------- | ----------- | ---------------------- | ----------------- | ------------------------------- | ---------------------- |
| Viêm Minh Hy    | 炎明熹      | Gigi Yim Ming Hay      | 9 tháng 4, 2005   | 1                               | Gi炎粉 (Gi Viêm Phấn)  |
| Chiêm Thiên Văn | 詹天文      | Windy Zhan Tian Wen    | 2 tháng 3, 2006   | 10                              | 天文台 (Đài thiên văn) |
| Diêu Trác Phi   | 姚焯菲      | Chantel Yiu Cheuk Faye | 22 tháng 9, 2006  | 2                               | 小菲象 (Bé voi nhỏ)    |
| Chung Nhu Mỹ    | 鍾柔美      | Yumi Chung Yau Mei     | 21 tháng 12, 2006 | 3                               | 米粉 (Bột gạo)         |

## Tác phẩm âm nhạc

### Đơn khúc
| Năm  | Ngày  | Bài hát                                                | Viết nhạc                    | Viết lời                               | Biên khúc      | Giám chế       | Ghi chú |
| ---- | ----- | ------------------------------------------------------ | ---------------------------- | -------------------------------------- | -------------- | -------------- | --- |
| 2021 | 27/11 | 要為今日回憶/ Hãy vì hồi ức hôm nay                    | Larry Wong                   | Lâm Nhược Ninh                         | Larry Wong     | Thư Văn        | Bài ra mắt nhóm                                                                                                  |
| 2022 | 1/2   | 一起向未来/ Cùng hướng đến tương lai                   | Thường Thạch Lỗi             | Vương Bình Cửu                         | Thất Cửu       | Triệu Tăng Hy  | Hát cùng nhiều nghệ sĩ Nhạc chủ đề "Thế vận hội Mùa đông 2022"                                                   |
| 2022 | 19/2  | 獅子山下 同心抗疫/ Dưới núi Sư tử Đồng lòng chống dịch | Cố Gia Huy                   | Lư Vĩnh Cường                          | Huỳnh An Hoằng | Ngũ Trọng Hành | Hát cùng nhiều nghệ sĩ Bài hát chống dịch do TVB sản xuất để hưởng ứng làn sóng COVID-19 lần thứ năm ở Hong Kong |
| 2022 | 17/11 | Not Givin' Up                                          | T-ma, Lâm Quân Liên, TonYnoT | Trương Sở Kiều, Lâm Quân Liên, TonYnoT | T-ma           | T-ma           | |

### Thành tích bài hát phát đài
Chú ý: Bài phát đài dưới danh nghĩa cá nhân, xin hãy xem thêm trang cá nhân thành viên.
| Thành tích bài hát phái đài (5 đài) | Thành tích bài hát phái đài (5 đài) | Thành tích bài hát phái đài (5 đài) | Thành tích bài hát phái đài (5 đài) | Thành tích bài hát phái đài (5 đài) | Thành tích bài hát phái đài (5 đài) | Thành tích bài hát phái đài (5 đài) | Thành tích bài hát phái đài (5 đài) |
| Đĩa hát                             | Bài hát                             | 903                                 | RTHK                                | 997                                 | TVB                                 | ViuTV                               | Ghi chú |
| 2021                                | 2021                                | 2021                                | 2021                                | 2021                                | 2021                                | 2021                                | 2021 |
| ----------------------------------- | ----------------------------------- | ----------------------------------- | ----------------------------------- | ----------------------------------- | ----------------------------------- | ----------------------------------- | --- |
|                                     | 要為今日回憶/ Hãy vì hồi ức hôm nay | -                                   | -                                   | 4                                   | 1                                   | ×                                   | Bài quán quân đầu tiên Bài hát phát đài đầu tiên Bảng xếp hạng bài hát tiếng Trung được HIT Canada: 15 Bảng xếp hạng iTunes Hồng Kông: 1 Top 10 cuồng nhiệt Lemon Music: 1 Bảng xếp hạng âm nhạc VIP: 3 |
|                                     | Not Givin' Up                       | -                                   | -                                   | 1                                   | -                                   | ×                                   | Bảng xếp hạng iTunes Hồng Kông: 2 Bảng xếp hạng đề xuất âm nhạc CT: 1 |

| Tổng số bài quán quân các đài | Tổng số bài quán quân các đài | Tổng số bài quán quân các đài | Tổng số bài quán quân các đài | Tổng số bài quán quân các đài | Tổng số bài quán quân các đài  |
| 903                           | RTHK                          | 997                           | TVB                           | ViuTV                         | Ghi chú                        |
| ----------------------------- | ----------------------------- | ----------------------------- | ----------------------------- | ----------------------------- | ------------------------------ |
| 0                             | 0                             | 0                             | 1                             | 0                             | Tổng số bài quán quân 5 đài :0 |

- （*）Đang lên bảng
- （-）Chưa thể lên bảng
- （×）Không có lên bảng

## Tác phẩm truyền hình

### Phim truyền hình
| Năm phát sóng | Kênh phát sóng | Tên phim                     | Thành viên tham gia |
| ------------- | -------------- | ---------------------------- | ------------------- |
| 2021          | TVB Jade       | 青春本我/ Thanh xuân bản ngã | Cả nhóm             |

### Chương trình tổng hợp
| Năm phát sóng | Kênh phát sóng   | Tên chương trình                                        | Ghi chú               |
| ------------- | ---------------- | ------------------------------------------------------- | --------------------- |
| 2022          | Yahoo! Hong Kong | After Class玩轉元宇宙/ After Class chơi quanh Metaverse | Chương trình đặc biệt |
| 2022          | TVB Jade         | 我們的主題曲/ Nhạc chủ đề của chúng ta                  | Khách mời biểu diễn   |

## Concert
| Ngày           | Concert                                                                           | Số sân | Địa điểm                                | Đơn vị tổ chức   | Ghi chú |
| -------------- | --------------------------------------------------------------------------------- | ------ | --------------------------------------- | ---------------- | ------- |
| 12 - 15/8/2021 | 聲·夢飛行 First Live On Stage/ Thanh · Mộng Phi Hành First Live On Stage          | 4      |                                         |                  |         |
| 1/1/2022       | 聲夢維港Party Together演唱會2022/ Concert Thanh Mộng Duy Cảng Party Together 2022 | 1      | Không gian hoạt động Central Waterfront | NEW TV           | [ 10 ]  |
| 17/6/2022      | After Class玩轉元宇宙/ After Class chơi quanh Metaverse                           | 1      | Hoạt động trên mạng                     | Yahoo! Hong Kong | [ 34 ]  |

## Quảng cáo và đại ngôn
Chú ý: Quảng cáo và đại ngôn dưới danh nghĩa cá nhân, xin hãy xem thêm trang cá nhân thành viên.
| Năm  | Hạng mục                                                           | Ghi chú |
| ---- | ------------------------------------------------------------------ | ------- |
| 2021 | Trung tâm Từ Vân Sơn x Ribena「Muốn đón Giáng sinh cùng em "Tím"」 | [ 35 ]  |
| 2022 | Đại Gia Lạc Club 100 「Joy Our Club」                              | [ 36 ]  |
| 2022 | Longchamp 2022 series Thu Đông                                     | [ 37 ]  |

## Giải thưởng và đề cử
| Năm  | Đơn vị trao giải                          | Giải thưởng                                        | Tác phẩm                            | Kết quả   |
| ---- | ----------------------------------------- | -------------------------------------------------- | ----------------------------------- | --------- |
| 2022 | Lễ trao giải Kim khúc Hong Kong 2021/2022 | Giải bài hát hợp xướng tốt nhất Kim khúc Hong Kong | 要為今日回憶/ Hãy vì hồi ức hôm nay | Đề cử     |
| 2022 | Yahoo! Giải thưởng sưu tầm nhân khí 2022  | Nam nữ nghệ sĩ hoặc nhóm bản địa nhiệt sưu         | —                                   | Top 100   |
| 2022 | Yahoo! Giải thưởng sưu tầm nhân khí 2022  | Top 10 nhóm nhân khí được bầu chọn                 | —                                   | Top 13    |
| 2022 | Yahoo! Giải thưởng sưu tầm nhân khí 2022  | Thế lực mới trong giới âm nhạc (Nhóm)              | —                                   | Đoạt giải |
| 2022 | Lễ trao giải kình bạo Tân Thành 2022      | Người mới kình bạo                                 | —                                   | Đoạt giải |

## Hình ảnh
- Ngày 23/11/2021, các thành viên After Class ở hoạt động Fubon GO x Thanh mộng truyền kỳ "Xướng xuất sơ tâm" tại Quảng trường Mira Tiêm Sa Chủy.
- Ngày 12/9/2022, After Class tại hoạt động tuyên truyền "Có Club 100 thì có buổi chia sẻ dễ dàng" của Đại Gia Lạc ở trung tâm mua sắm Olympian City.
- Ngày 1/10/2022, After Class tại Sân vận động Hồng Kông Hồng Khám tham dự "Đêm hội văn nghệ đồng bào Hồng Kông chúc mừng kỷ niệm 73 năm thành lập Nước Cộng hòa Nhân dân Trung Hoa".
- Ngày 10/12/2022, After Class tại đại sảnh L7 Trung tâm văn hóa Trí Phú Hồng Khám tham gia hoạt động "Người mới đại nhiệt hát" do Đài thông tin Tân Thành tổ chức.
- Ngày 21/12/2023, After Class tham dự concert "Thanh Mộng Phi Hành What We Become Live 2023" tại Star Hall Trung tâm triển lãm và thương mại quốc tế Vịnh Cửu Long.

## Tư liệu tham khảo
1. ↑  "曾志偉上場即煞停《聲夢傳奇》 清剿余詠珊何哲圖勢力". 新假期. ngày 19 tháng 2 năm 2021. Truy cập ngày 29 tháng 11 năm 2021.
2. 1 2  "Star Secret #03｜前輩呢首歌唔易唱喎！｜萬千星輝頒獎典禮幕後花絮". YouTube. 聲夢傳奇. Truy cập ngày 1 tháng 12 năm 2021.
3. 1 2  "聲夢唱將失手走音　謝嘉怡廣東話唔掂頒獎要出貓". 東方日報. ngày 10 tháng 1 năm 2021. Truy cập ngày 1 tháng 12 năm 2021.
4. 1 2  "《萬千星輝頒獎典禮2020》蔡思貝封后被嫌未夠班 雙料視帝王浩信多謝老婆陳自瑤勁冷淡". 雅虎香港. ngày 11 tháng 1 năm 2021. Truy cập ngày 1 tháng 12 năm 2021.
5. ↑  "聲夢騷︱炎明熹自爆緊張到爆鼻涕　冼靖峰緋聞被擺上枱". 東方日報. ngày 13 tháng 8 năm 2021. Truy cập ngày 30 tháng 11 năm 2021.
6. ↑  "聲夢傳奇演唱會│炎明熹超壓場盡展大將之風 造型千奇百趣甩晒轆大方回應..." 晴報. ngày 13 tháng 8 năm 2021. Truy cập ngày 30 tháng 11 năm 2021.
7. ↑  "聲夢畢業騷 姚焯菲甜爆全場 炎明熹感謝信搞笑 壓軸獻唱掀高潮". 明報OL. ngày 14 tháng 8 năm 2021. Truy cập ngày 30 tháng 11 năm 2021.
8. ↑  "姚焯菲畢業演出獲父撐場 炎明熹壓軸登台 讀給粉絲信". 文匯報. ngày 14 tháng 8 năm 2021. Truy cập ngày 30 tháng 11 năm 2021.
9. ↑  "「聲夢四小花」短裙上陣 大跳《Chotto等等》片段曝光". 巴士的報. ngày 15 tháng 8 năm 2021. Truy cập ngày 29 tháng 11 năm 2021.
10. 1 2  聲夢維港 Party Together 演唱會2022｜After Class第一個演唱會｜聲夢傳奇｜After Class trên YouTube
11. ↑  "【青春本我X聲夢傳奇】炎明熹率先組女團出歌　Chantel+Yumi+Windy力撼《造星IV》". 香港經濟日報. ngày 28 tháng 11 năm 2021. Truy cập ngày 30 tháng 11 năm 2021.
12. ↑  "After Class - 要為今日回憶 Official MV Teaser". YouTube. 愛爆音樂. ngày 26 tháng 11 năm 2021. Truy cập ngày 29 tháng 11 năm 2021.
13. ↑  "After Class - 要為今日回憶 Official MV". YouTube. 愛爆音樂. ngày 27 tháng 11 năm 2021. Truy cập ngày 29 tháng 11 năm 2021.
14. ↑  "聲夢四小花組女團After Class 為樂壇注入少女青春氣息". 巴士的報. ngày 28 tháng 11 năm 2021. Truy cập ngày 29 tháng 11 năm 2021.
15. ↑  "《聲夢》4少女組女團After Class迎戰ViuTV　單曲熱爆網". 東方日報. ngày 28 tháng 11 năm 2021. Truy cập ngày 29 tháng 11 năm 2021.
16. ↑  趙允琳 (ngày 28 tháng 11 năm 2021). "炎明熹姚焯菲組四人女團After Class　MV青春滿瀉一日破八萬點擊". 香港01. Truy cập ngày 29 tháng 11 năm 2021.
17. ↑  林迅景 (ngày 28 tháng 11 năm 2021). "炎明熹、姚焯菲組女團「After Class」　樂小姐親解箇中含意". 香港01. Truy cập ngày 29 tháng 11 năm 2021.
18. ↑  "星光熠熠耀保良｜聲夢女團力撐保良｜炎明熹｜姚焯菲｜鍾柔美｜詹天文". YouTube. TVB. ngày 28 tháng 11 năm 2021. Truy cập ngày 29 tháng 11 năm 2021.
19. ↑  "星光熠熠耀保良2021｜炎明熹率聲夢女子組合「After Class」首登紅館舞台 「呂爵安」「黃貫中」響應捐款？！". 新Monday. ngày 28 tháng 11 năm 2021. Truy cập ngày 29 tháng 11 năm 2021.
20. ↑  張國基 (ngày 28 tháng 11 năm 2021). "星光熠熠｜聲夢女團呼籲為慈善出力　「呂爵安」炎明熹歌迷響應". 香港01. Truy cập ngày 29 tháng 11 năm 2021.
21. ↑  "【聲夢傳奇】After Class新歌MV首日達9萬點擊　炎明熹謙稱要向前輩MIRROR取經". 香港經濟日報. ngày 29 tháng 11 năm 2021. Truy cập ngày 29 tháng 11 năm 2021.
22. ↑  "星光熠熠｜詹天文與鍾柔美掉亂咪 首場新歌即遇意外感失望". 香港01. ngày 28 tháng 11 năm 2021. Truy cập ngày 29 tháng 11 năm 2021.
23. ↑  "耀保良丨聲夢女團After Class首登場　炎明熹唔敢同MIRROR爭獎". 頭條日報. ngày 29 tháng 11 năm 2021. Truy cập ngày 29 tháng 11 năm 2021.
24. ↑  "聲夢女團After Class首登場 炎明熹唔敢同前輩MIRROR爭獎". 巴士的報. ngày 29 tháng 11 năm 2021. Truy cập ngày 29 tháng 11 năm 2021.
25. ↑  "聲夢女團After Class首登紅館獻Sing 炎明熹盼向MIRROR請教 (16:37)". 明報OL. ngày 29 tháng 11 năm 2021. Truy cập ngày 29 tháng 11 năm 2021.
26. ↑  "撼《造星IV》？聲夢4小花組女團After Class". am730. ngày 29 tháng 11 năm 2021. Truy cập ngày 30 tháng 11 năm 2021.
27. ↑  "青春本我｜炎明熹喊戲獲正評 姚焯菲民初Look獲讚靚爆鏡 - 20211220 - SHOWBIZ". 明報OL網 (bằng tiếng Traditional Chinese). Lưu trữ bản gốc ngày 26 tháng 12 năm 2021. Truy cập ngày 26 tháng 12 năm 2021.
28. ↑  "鍾柔美主唱《青春本我》插曲首曝光唱出被欺凌者心酸". 巴士的報. ngày 30 tháng 11 năm 2021.
29. ↑  "《青春本我》詹天文曬高音 網民讚超勁 - 20220109 - SHOWBIZ". 明報OL網 (bằng tiếng Traditional Chinese). Truy cập ngày 14 tháng 1 năm 2022.
30. ↑  "勁爆2021｜與炎明熹齊奪新人獎 15歲姚焯菲成新城最年輕得獎女歌手 - 20211227 - SHOWBIZ". 明報OL網 (bằng tiếng Traditional Chinese). Truy cập ngày 28 tháng 12 năm 2021.
31. ↑  "After Class 全新歌曲 《Not Givin' Up》丨請密切留意各大電台丨#shorts". YouTube. 愛爆音樂. ngày 16 tháng 11 năm 2022. Truy cập ngày 16 tháng 11 năm 2022.
32. ↑  "新城知訊台 勁爆派台歌：Not Givin' Up / After Class". YouTube. 新城知訊台. ngày 17 tháng 11 năm 2022. Truy cập ngày 17 tháng 11 năm 2022.
33. ↑  "歡樂滿東華2022 丨 After Class 四小花 好歌連唱撐東華丨 炎明熹 丨 姚焯菲 丨 鍾柔美 丨 詹天文". YouTube. TVB. ngày 4 tháng 12 năm 2022. Truy cập ngày 3 tháng 12 năm 2022.
34. ↑  "After Class 6月中首次殺入元宇宙！ 與歌迷大玩遊戲互動 以特別裝扮獻唱驚喜歌迷". 雅虎香港. ngày 27 tháng 5 năm 2022. Bản gốc lưu trữ ngày 9 tháng 6 năm 2022. Truy cập ngày 27 tháng 5 năm 2022.
35. ↑  "炎明熹姚焯菲拍打卡相 鍾柔美教詹天文擺長腿甫士". 巴士的報. ngày 7 tháng 12 năm 2021. Truy cập ngày 10 tháng 12 năm 2021.
36. ↑  "【易Joy！易賞！易分享　全新大家樂Club 100易.0】". YouTube. 大家樂. ngày 26 tháng 8 năm 2022. Lưu trữ bản gốc ngày 26 tháng 8 năm 2022. Truy cập ngày 26 tháng 8 năm 2022.
37. ↑  "After Class閨密派對齊開金口". 星島日報. ngày 20 tháng 9 năm 2022. Truy cập ngày 20 tháng 9 năm 2022.